# Castell Sawayama
El Castell Sawayama (佐和山城, Sawayama-jō) és un castell japonès localitzat en Hikone, prefectura de Shiga, Japó.
El clan Azai control el castell durant el període Sengoku, mentre que Ishida Mitsunari ho controlà durant finals del segle xvi després del declivi del clan Azai.
El castell fou atacat per Kobayakawa Hideaki després de la batalla de Sekigahara. Ishida Masazumi, germà de Mitsunari, controlava el castell i es va rendir tan solament l'endemà passat que començaren les hostilitats.
Ii Naomasa va prendre posteriorment el control del castell, el qual vfou desmantellat i traslladat al Castell Hikone.